# Фомин, Семён Дмитриевич
Семён Дмитриевич Фомин (26.I (8.II).1881, дер. Сущево, ныне Александровского района Владимирской обл., — 13.XI.1958, Москва) — русский советский писатель-суриковец.

## Биография
Родился в бедной крестьянской семье. Дед был рабочим-стекловаром на Успенско-Мухановском стекольном заводе.
В 1893 году окончил в селе Успенском начальную школу. Рано, с 11 лет, начал трудиться, был занят на многих работах, сменил много профессий. С 15 летнего возраста жил в Москве. Учился на Пречистенских курсах для рабочих, участвовал в революционном движении.
В 1906 года сдал выпускные экзамены за средне-учебное заведение.
Первое литературное произведение опубликовал в 1907 году. Вошёл в литературное объединение «суриковцы». Имел дружеские отношения с поэтами С. А. Есениным, А. В. Ширяевцем и П. В. Орешиным, переписывался с А. М. Горьким. Пытаясь осмыслить жизнь крестьянской России (поиски правды «о мужике и земле») сблизился с Н. Н. Златовратским, неоднократно встречался с Н. Д. Телешовым, А. В. Луначарским, Н. К. Крупской, в 1909 году посетил Л. Н. Толстого в Ясной Поляне, где имел добрый приём и беседы с Толстым на разные темы.
В 1912 году у Фомина был обнаружен туберкулёз лёгких, и он по рекомендации М. Горького в конце 1913 года уехал в Швейцарию лечиться, где за несколько месяцев смог восстановить здоровье. По возвращении стал ездить по стране — юг и Поволжье, побывал в Финляндии и Польше.
Большую роль в литературной судьбе Фомина сыграл Н. А. Рубакин, написавший предисловие к вышедшему в 1914 году сборнику стихов Фомина — «Песни радости и печали».
Вышедшие после революции сборники стихов «Свирель» (1920) и «Зов Земли» (1927) были отмечены М. Горьким. В них автор описал и дореволюционную деревню, и новых людей советской эпохи.
В первые годы после революции жил и работал в родных местах. С 1920 года активно занялся педагогикой. Участвовал в составлении букварей и хрестоматий, был инструктором, лектором и учителем в Александровском уезде.
Сотрудничал в газетах «Призыв» и александровской «Красной Нови» (1922—1923).
В 1924 году выступил как прозаик, опубликовав сборник рассказов «Земная зыбь», в 1937 году вышла в свет повесть «Казарма», посвящённая событиям русской революции 1905—1907 годов. В автобиографической повести «Перед рассветом» (1950) реалистично показана жизнь деревенских жителей, рабочих-стеклодувов, их тяжёлый подневольный труд, рост революционного самосознания. Составил антологию «Пушкин в русской поэзии» (1937). В архиве РГАЛИ сохранились рукописи статей Фомина о Н. Н. Златовратском, С. Т. Конёнкове, И. 3. Сурикове, А. В. Ширяевце и др.

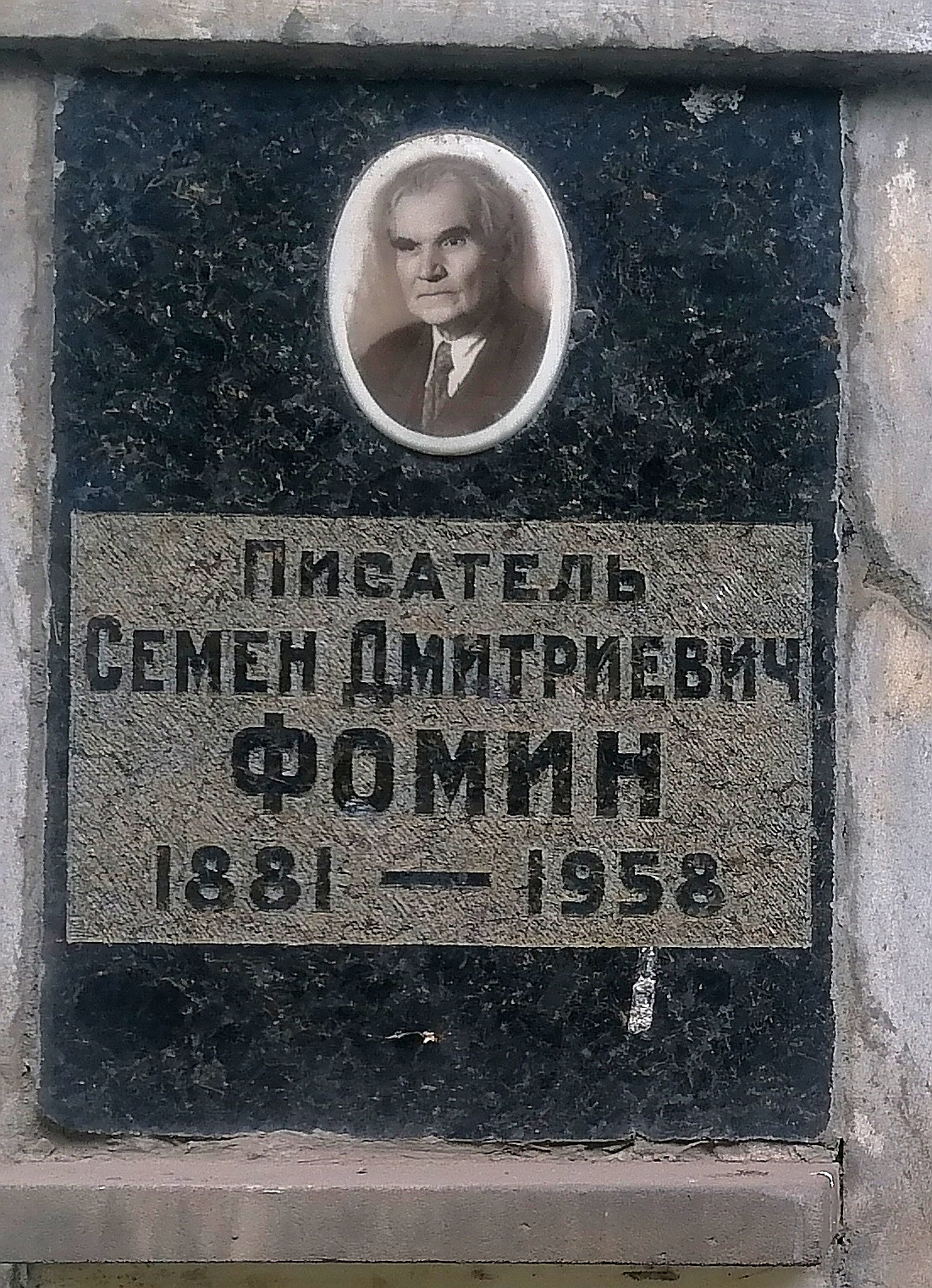
Могила на Новодевичьем кладбище

Похоронен на Новодевичьем кладбище (колумбарий на старой территории у уч. 2).